# IJzel van 2 maart 1987

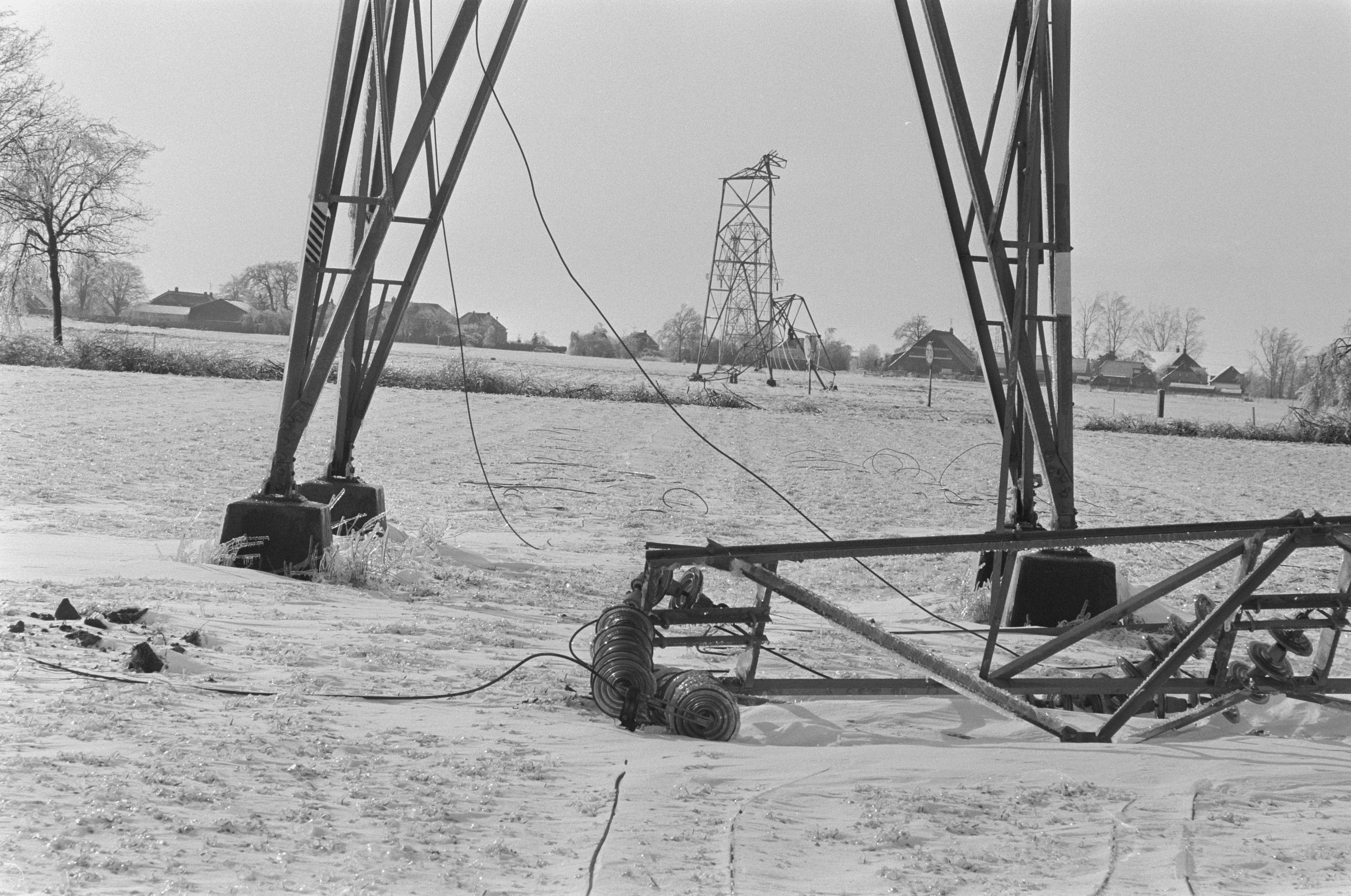
Omgevallen hoogspanningsmasten ten gevolge van ijzel

De zware ijzel van 2 maart 1987 was een bijzondere gebeurtenis in de Nederlandse weergeschiedenis. Door flinke regenval in het noordoosten van het land bij temperaturen onder nul werd een ijslaag van enkele centimeters dik gevormd: ijzel. De elektriciteit viel op veel plaatsen uit, bomen braken onder het gewicht van een laag ijs en het openbare leven was deze maandag en de dag daarna totaal ontregeld. Ook verkeer was nauwelijks meer mogelijk. In de provincie Drenthe raakte het merendeel van alle bomen beschadigd, in de stad Groningen de helft. De schade als gevolg van de ijzel liep in de miljoenen guldens.
In de rest van het land waren met temperaturen ruim boven nul geen problemen, Limburg had op 3 maart een maximumtemperatuur van bijna 9 °C. Het winterweer hield in het noorden tot en met 15 maart aan. In Hoogezand kwamen 12 ijsdagen voor, iets dat zelfs in een januarimaand uitzonderlijk was.